# Villa Erba
Villa Erba di Cernobbio è una delle più importanti ville del lago di Como. Fu costruita fra il 1894 e il 1898, su progetto degli architetti Angelo Savoldi e Giovan Battista Borsani. Committente fu Luigi Erba, fratello ed erede di Carlo, uno dei maggiori industriali farmaceutici dell'epoca.

## Storia

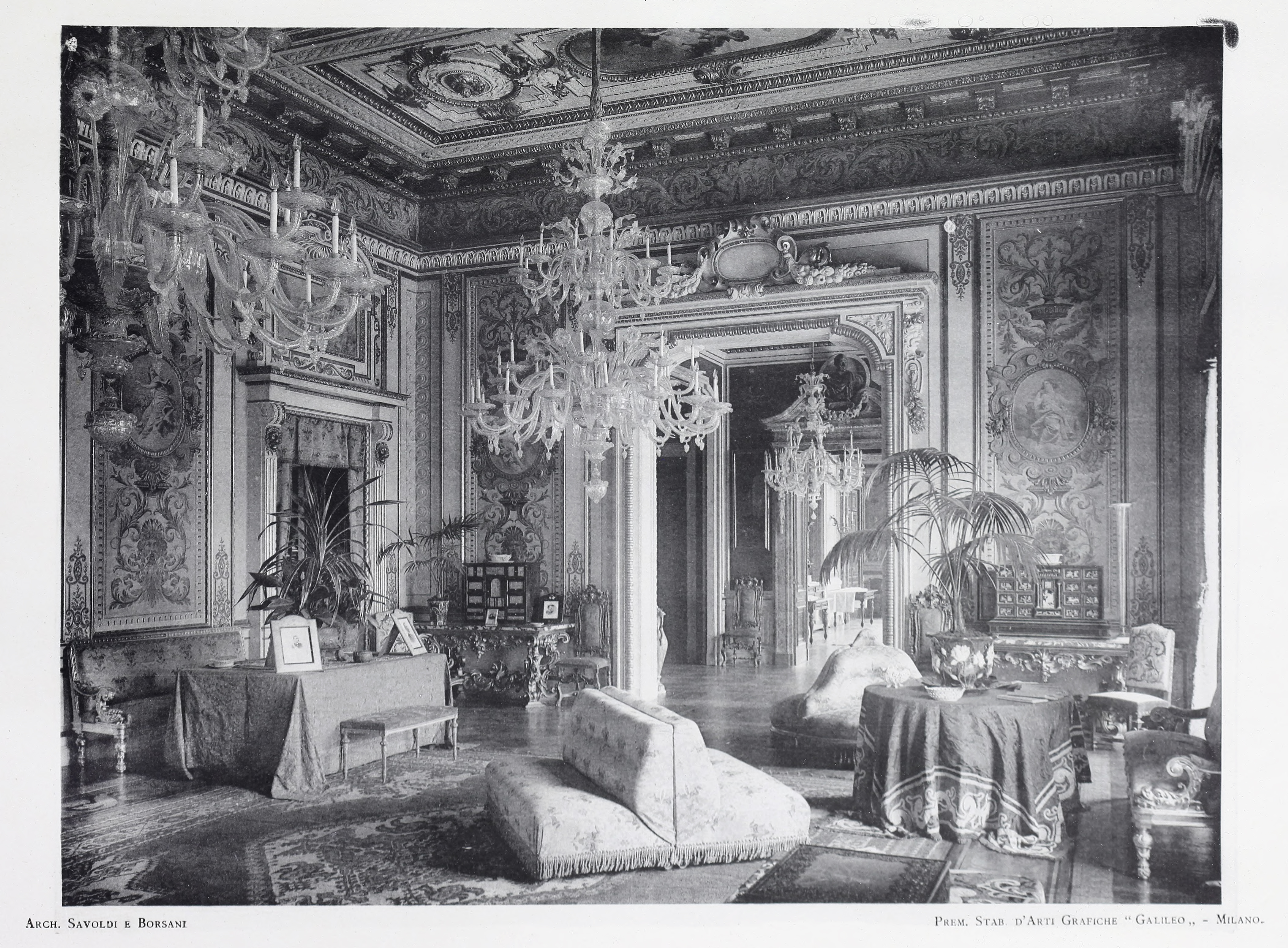
Veduta dell'Atrio e dello Scalone (1904)

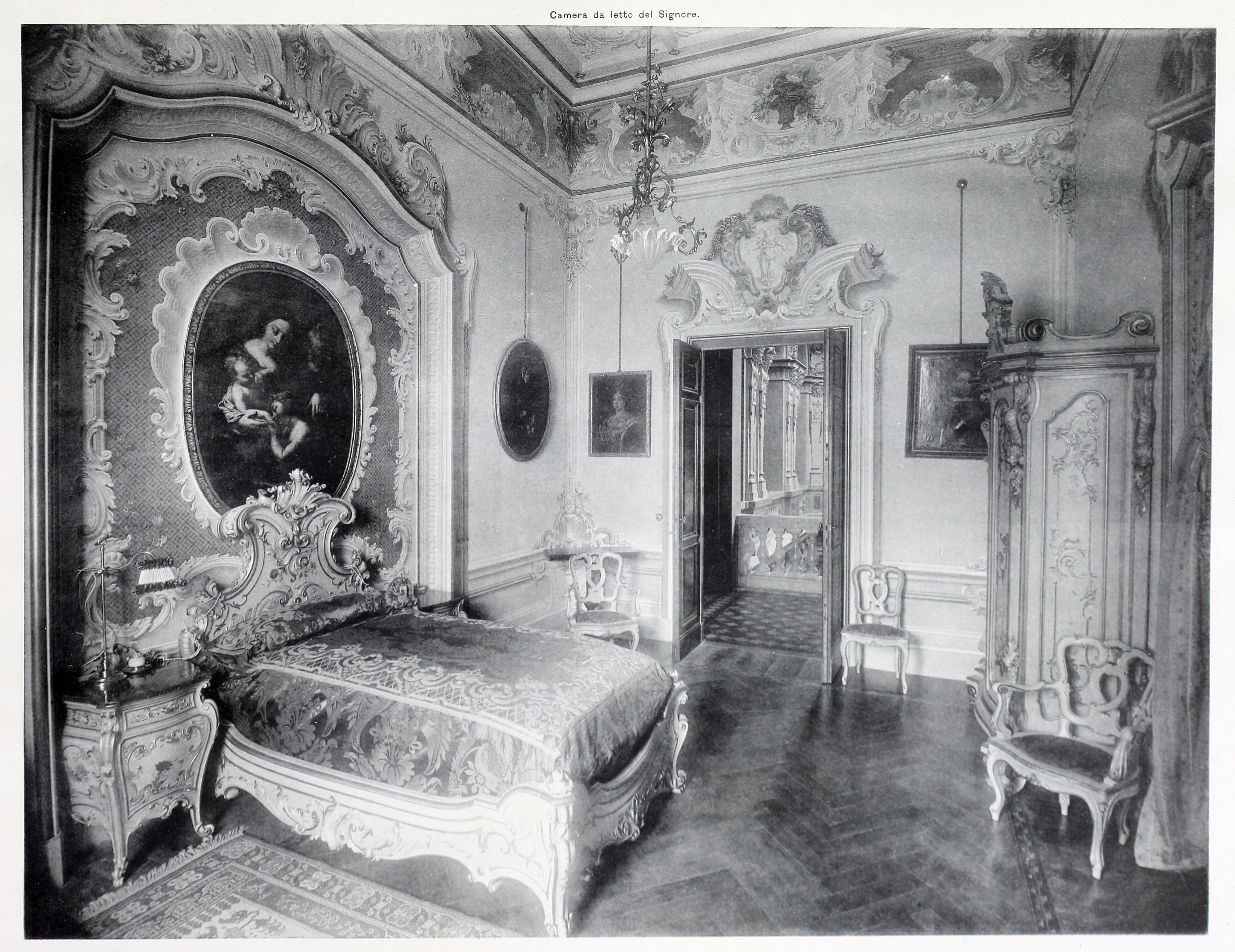
Camera da letto del Signore (1904)

### Dal monastero femminile alla costruzione di Villa Erba
Villa Erba si trova nell'area che un tempo ospitava un monastero femminile, dedicato a Santa Maria, attestato dall'anno 930 e soppresso nel 1784. 
Nel 1816 l'area fu acquistata dal generale napoleonico Pino, il quale trasformò la proprietà in un parco e ristrutturò l'ex-monastero in una sontuosa villa ove poter trascorrere gli ultimi anni della propria vita. Questa villa, rinominata Villa Nuova (oggi Villa Gastel-Visconti), passò successivamente nelle mani della nobildonna milanese Vittoria Cima della Scala.
La famiglia dei coniugi Brivio-Erba era solita trascorrere periodi di villeggiatura in locali di affitto nei pressi di Cernobbio. A questa famiglia, nel 1882 si presentò l'occasione di acquistare la vasta tenuta della Scala, nel cui parco erano presenti alcuni edifici fra i quali una costruzione di grandi dimensioni senza prospetto sul lago, una casetta di piccole dimensioni sulla riva del lago e abitazione prediletta della nobildonna, alcuni rustici e l'abitazione del portinaio. Una volta entrata in possesso dell'intera proprietà, la famiglia Erba diede incarico agli architetti Angelo Savoldi e Giovanni Battista Borsani di studiare il progetto per la costruzione, nei pressi della riva del lago, di una nuova e sontuosa villa di rappresentanza. Il nuovo edificio, le cui decorazioni interne furono affidate al professor Angelo Lorenzoli, prese l'aspetto dell'attuale Villa Erba.

### Vicende del complesso fino ai giorni nostri
La proprietà passò poi in eredità alla figlia dei committenti della nuova villa, Carla Erba, la quale sposò a Cernobbio il duca Giuseppe Visconti di Modrone. Nei mesi estivi, la tenuta vide la presenza del figlio di Carla: il regista Luchino Visconti. A Villa Erba, ormai non più di sua proprietà, Luchino Visconti tornò negli ultimi anni e lì ultimò il montaggio del film Ludwig.
Nel 1986 l'area di Villa Erba venne acquistata da un consorzio pubblico-privato che vi realizzò un complesso espositivo congressuale. Il progetto dei padiglioni espositivi è di Mario Bellini.
Negli anni '90 fu sede ufficiale del calciomercato italiano.
Nel 2005, alcune delle stanze da letto furono completamente restaurate.
Durante la pandemia di COVID 19, fino ad agosto 2021 l'area di Villa Erba servì come uno degli hub vaccinali della provincia di Como.

#### La villa come set cinematografico e sede di rassegne
- Nei mesi primaverili, presso le aree della villa e quelle dell'adiacente Villa d'Este, viene organizzato il Concorso d'eleganza Villa d'Este, rassegna espositiva internazionale per vetture d'epoca e concept automobilistici.
- Nel 2000 vi è stato girato il film La partita - La difesa di Lužin di Marleen Gorris.[12][13]
- Nel 2003 sono state girate alcune scene del film Ocean's Twelve.[13]
- Nel 2005 è stata scelta come set per il video musicale del singolo Cool dalla cantante statunitense Gwen Stefani.[13]
- Il 24 luglio 2005 ha ospitato una tappa del Live at Last Tour di Anastacia.[13]
- Nel luglio 2018 ha ospitato le riprese del film Murder Mystery con Jennifer Aniston e Adam Sandler.[13]

## Descrizione
Villa Erba, che si estende su due piani, è una struttura in stile manierista alessiano. L'edificio si sviluppa su pianta quadrata, con ampie scalinate digradanti verso il lago, un portico di ingresso e una grande torretta panoramica, tipica di questo periodo, che unisce la parte nobile della villa all'ala destinata al personale di servizio. Le decorazioni interne ed esterne furono eseguite da Angelo Lorenzoli e gli affreschi da Ernesto Fontana.
Internamente, oltre alla grande sala ricevimenti, spicca un insolito bagno-doccia, dotato di sei rubinetti e due campanelli di servizio.